# Nemčice
Nemčice é um município da Eslováquia, situado no distrito de Topoľčany, na região de Nitra. Tem 7,96 km² de área e sua população em 2018 foi estimada em 987 habitantes.

## Demografia
| Ano:        | 1994 | 2004 | 2014   | 2024   |
| ----------- | ---- | ---- | ------ | ------ |
| Broj ljudi: | 0    | 938  | 980    | 942    |
| Razlika:    |      | –    | +4,47% | -3,87% |

| Ano:               | 2023 | 2024   |
| ------------------ | ---- | ------ |
| Número de pessoas: | 943  | 942    |
| Diferença:         |      | -0,10% |